# Linguaglossa
Linguaglossa (Linguarossa in siciliano) è un comune italiano di 5 021 abitanti della città metropolitana di Catania in Sicilia.

## Geografia fisica

### Territorio
Linguaglossa si trova sul versante nord-est dell'Etna. È uno dei comuni del parco dell'Etna e il suo territorio si estende fino alla sommità del vulcano, comprendendo anche la vasta pineta Ragabo. Dista 45 km da Catania e 70 km da Messina.
Il centro abitato si trova a 550 m s.l.m., lungo la strada statale 120. Dal centro si diparte la strada Mareneve che porta verso la pineta Ragabo e verso la stazioni sciistica di Piano Provenzana a 1800 m d'altitudine (Etna nord). Da Linguaglossa passa anche la ferrovia Circumetnea.

### Clima
Il clima è mediterraneo, seppur influenzato dall'altitudine. Ciò determina che le estati siano mediamente più fresche rispetto alle zone costiere e che gli inverni siano più rigidi.

## Monumenti e luoghi d'interesse

### Architetture religiose

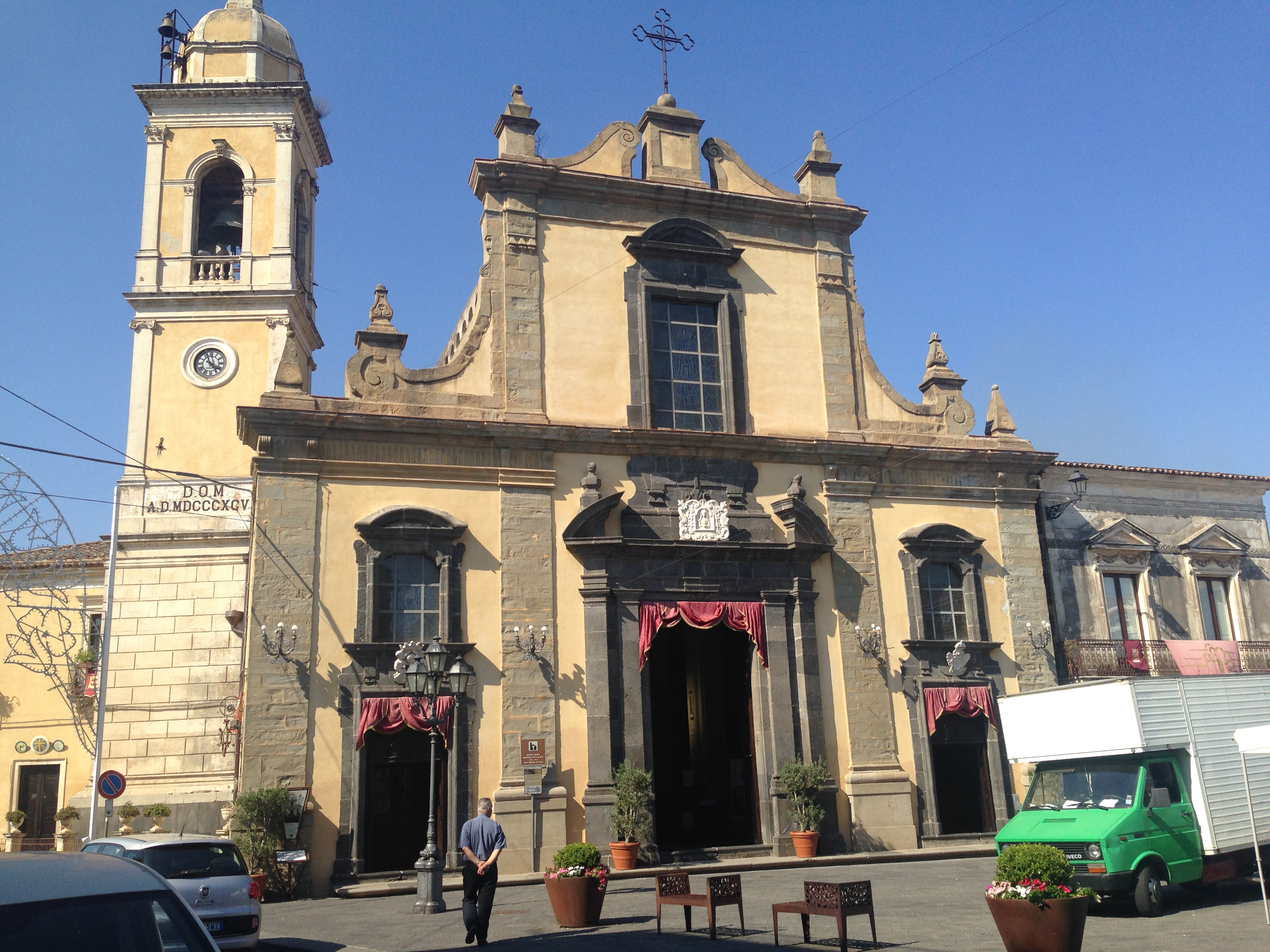
Matrice di Linguaglossa

Fino al Cinquecento esistettero nel paese 18 chiese, alcune delle quali in seguito scomparse:
- Chiesa matrice o chiesa madre: conserva un coro ligneo settecentesco[5]; all'interno sono diversi altari con quadri;
- Chiesa di San Francesco di Paola, del Cinquecento, conserva affreschi, una statua in marmo dipinto della Madonna di Loreto, attribuita ai Gagini e lateralmente gli arcangeli Michele e Gabriele di Salvatore Incorpora. Sulla porta, otto bassorilievi in bronzo del 1987, dello scultore Salvatore Incorpora e dello stesso Incorpora è il battistero.[6]  L'adiacente ex convento dei frati minimi ospita tuttora la sede del comune, con la biblioteca e la pinacoteca.
- Chiesa dell'Annunziata;
- Chiesa di Sant'Egidio Abate: la più antica del paese, nel transetto conserva affreschi seicenteschi.
- Chiesa dei Santi Antonio e Vito: conserva 14 stazioni della via crucis in terra cotta cromata, opera dello scultore Salvatore Incorpora[7]
- Chiesa del Carmine e convento dell'Ordine carmelitano destinato ad asilo comunale;
- Chiesa del Calvario;
- Chiesa di Gesù e Maria: piccola chiesa seicentesca, con entrata sormontata da un piccolo bassorilievo floreale e da una croce e con campanili inserito nella facciata. La chiesa è accessibile mediante scalini e l'interno si presenta a navata unica e coperta con volta a botte; conserva l'altare maggiore, privo del tabernacolo e una statua della Madonna con Bambino e il Sacro Cuore (che rappresenta una particolarità iconografica), mentre gli altari laterali sono scomparsi (si conserva una statua del Gesù Bambino di Praga e un Crocifisso con la Madonna Addolorata e san Giovanni apostolo; presso l'altare maggiore sono presenti colonne con due angeli e le pareti erano decorate con pitture a finto marmo; il pavimento era in cotto.
- Chiesa di San Rocco;
- Chiesa dell'Immacolata e convento dei padri cappuccini: la chiesa a due navate ospita una custodia in legno di Pietro Bencivinni e un presepe policromo del 1956 dello scultore Incorpora;
- Convento dei padri domenicani (collegio San Tommaso d'Aquino), sorto in epoca moderna al posto della chiesa di San Nicola di Bari; conserva sull'altare maggiore della chiesa la Madonna del Rosario di Sebastiano Conca ed è arricchita da vetrate con i santi domenicani

Tra le chiese scomparse sono:
- Chiesa di San Biagio (trasformata in abitazioni nel XVIII secolo, si trovava tra la via omonima e via Marconi);
- Chiesa di Santa Caterina (in uso fino al 1868 si trovava nella piazzetta che ne conserva il nome);
- Chiesa di San Nicolò (distrutta per costruire il convento dei padri domenicani, che ospita la statua del santo titolare);
- Chiesa di Sant'Antonio abate (ne rimangono solo le mura esterne, presso la villa dei Vespri siciliani);
- Chiesa di Santa Maria dei Pilieri (all'angolo tra la via omonima e via Roma, venne distrutta per allargare la strada);
- Chiesa di San Leonardo (secondo la tradizione sulle sponde del torrente omonimo, non ne resta alcuna traccia);
- Chiesa di San Giuseppe (costruita in piazza Stazione dopo il 1923, in seguito anni '70 trasformata in civile abitazione);
- Abbazia di Santa Caterina (alle pendici delle colline a nord del paese, nel 1523 abbandonata per mancanza di monaci).

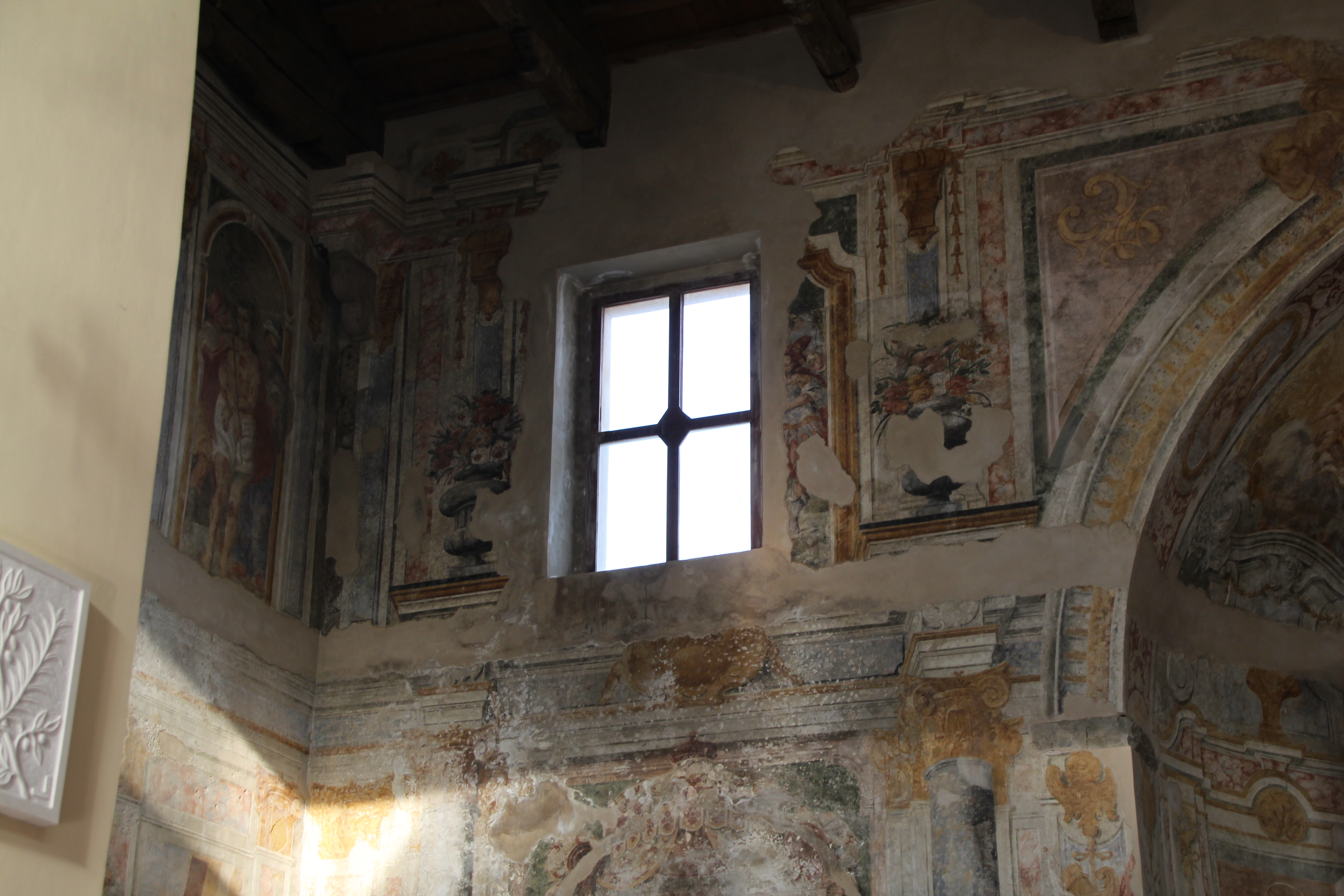
Affreschi nella chiesa di Sant'Egidio. Riportati di recente alla luce dopo i lavori di restauro

Si ricorda infine la cappella dedicata alla Madonna della Pineta, scavata come una grotta e circondata da boschi.

### Architetture civili

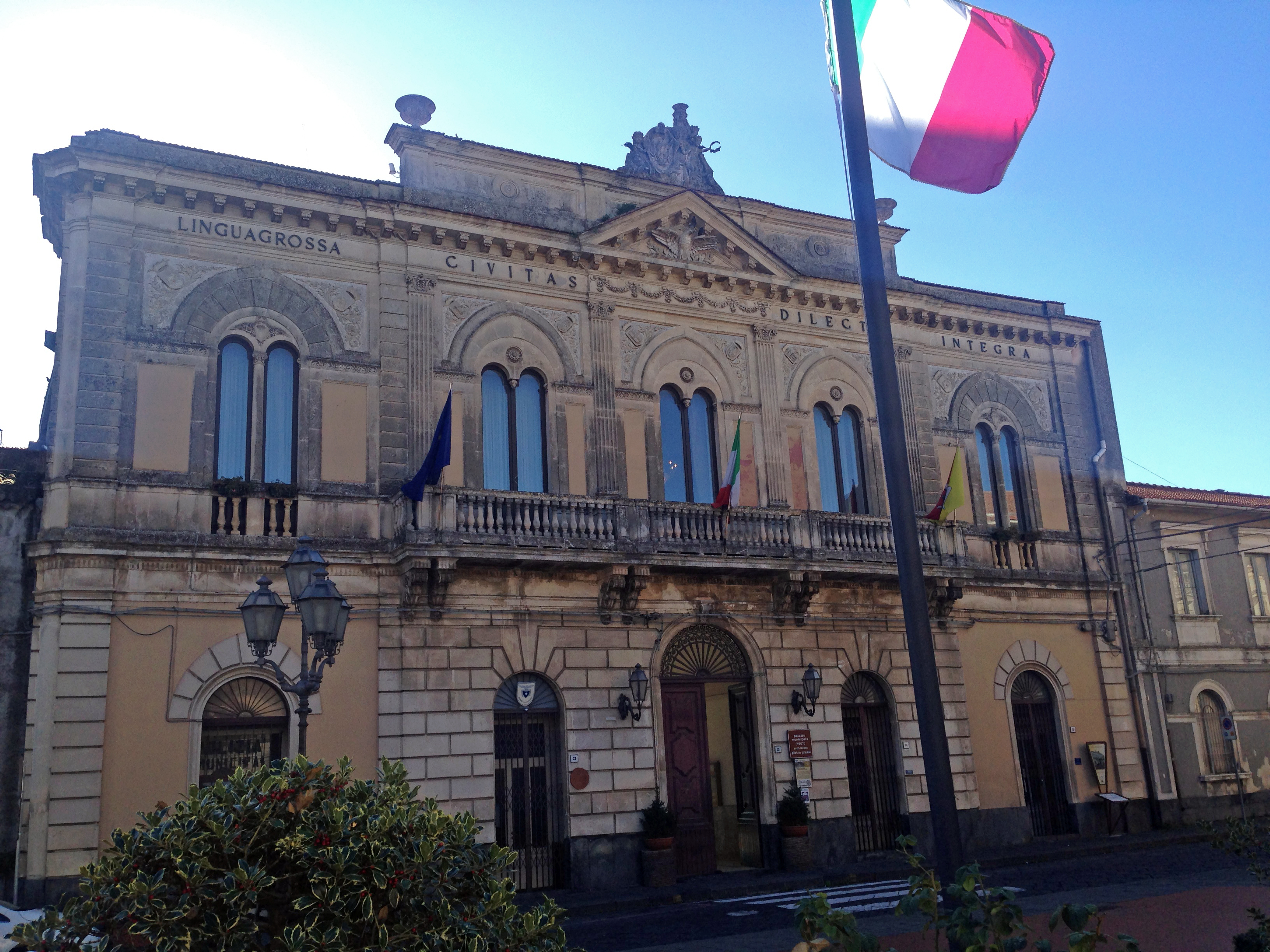
Palazzo del comune

Le vie principali di Linguaglossa sono lastricate di basole di pietra lavica.
Nel paese sorgono due grandi parchi pubblici:
- Villa Giovanni Milana, accanto alla chiesa di san Rocco (nota perciò anche come villa San Rocco), ospita la "fontana dei Dodici Mori", con giochi d'acqua;
- Villa dei Vespri Siciliani (più comunemente nota come piazza Giardino) (anni sessanta).

## Società

### Evoluzione demografica
Abitanti censiti

### Tradizioni e folclore
- il primo di settembre ricorrono i solenni festeggiamenti del santo patrono, sant'Egidio Abate, solitamente preceduta e seguita da manifestazioni folkloristiche e culturali.
- il 16 agosto ricorre la festa di san Rocco, allietata durante quella settimana da giochi tradizionali, quali la "corsa nei sacchi" e la "scassata dî catusi" (con una pertica si devono rompere "vasi in terracotta", con sorprese, appesi in alto). Il ricavato della storica asta (una tra le più antiche in Sicilia) dà la possibilità di raccogliere fondi per la festa.

Oltre alle succitate feste di origine religiosa, altre manifestazioni hanno luogo nel corso dell'anno:
- Carnevale viene di solito festeggiato con balli in maschera in piazza e spesso anche con carri mascherati e falò finale.
- Per Natale vengono talvolta organizzati presepi viventi o manifestazioni inerenti alla natività, come la sacra rappresentazione, giunta alla decima edizione.

#### Leggenda di Sant'Egidio
Sant'Egidio abate è divenuto patrono di Linguaglossa grazie a un salvataggio del paese da una delle eruzioni dell'Etna, ritenuto miracoloso dalla tradizione cattolica. La leggenda racconta che essendo il paese minacciato dalla lava, gli abitanti erano fuggiti sulle colline intorno. Una vecchietta paralitica era stata dimenticata da tutti nella sua misera abitazione, ma sant'Egidio le apparve: la vecchia miracolosamente riuscì ad alzarsi e ad andare a suonare le campane della chiesa, come le aveva detto il santo. Ai concittadini accorsi al suono delle campane, riferì che il santo aveva inoltre comandato di collocare il suo bastone davanti alla lava, che in tal modo sarebbe stata fermata: il bastone della statua fu dunque preso dalla chiesa e posto sul percorso della lava che miracolosamente si sarebbe quindi fermata.

## Cultura

### Istruzione

#### Scuole
- Istituto Comprensivo "Santo Calì", comprendente i territori dei Comuni di Linguaglossa e Castiglione di Sicilia: scuola dell'infanzia, scuola Primaria e Scuola secondaria di I grado. Dirigente scolastica: Prof.ssa Rita Pagano. Vice/Preside: prof. Egidio Di Mauro. DSGA: D.ssa Letizia Puglia.
- Vi sono inoltre il Liceo scientifico ed il Liceo linguistico, sezioni staccate dell'Istituto d'Istruzione Superiore "Michele Amari" di Giarre.

### Musei
Presso la Pro Loco è possibile visitare tutto l'anno il Museo etnografico e mostre inerenti al paese.
Museo Francesco Messina - esposizione permanente Salvatore Incorpora. Questo museo, aperto al pubblico nel maggio del 2015 contiene 40 opere grafiche dello scultore Francesco Messina e 104 opere fra pitture, sculture, disegni,presepi di Salvatore Incorpora. L'allestimento è stato curato da Vittorio Sgarbi e Antonio D'amico. È visitabile tutti i giorni tranne il lunedì.
È inoltre presente una collezione pubblica di circa 50 murales, realizzata dal 1990 ad oggi, e curata da 24 artisti. Tale collezione si trova nelle viuzze storiche del paese, tale da formare un vero e proprio museo a cielo aperto.

### Cucina
Prodotti locali di spicco sono: la salsiccia (sasizza, in dialetto) al ceppo con finocchio selvatico o con l'aggiunta di prodotti tipici dei dintorni (provola di Maniaci, pomodorini di Pachino, pistacchio di Bronte) e il vino.
Come in altri paesi della Sicilia orientale, si possono trovare a Linguaglossa dolci tipici, quali le paste di mandorla (anche aromatizzate all'arancia), di nocciola o di pistacchio, i "mastazzoli" ('mostaccioli'), le granite, i torroncini, le "ossa di morti" (dolci che, secondo la tradizione locale, i parenti defunti facevano trovare ai bambini, con i giocattoli, il 2 novembre; la funzione di questo rito era forse per riportare alla memoria dei bambini il ricordo degli antenati.

## Economia
L'economia di Linguaglossa è stata storicamente legata alla produzione di vino, alla coltivazione delle nocciole, e allo sfruttamento della pineta Ragabo per il legno e per la resina gommosa.
Anticamente anche la neve che d'inverno si accumulava sull'Etna era fonte di guadagno: veniva conservata, schiacciandola, fino all'estate, e veniva rivenduta ai bar di Catania per la preparazione delle granite. La neve, inoltre, era conservata per le necessità mediche.
Ad oggi molte attività sono legate al turismo (escursioni al cratere, sport invernali).

## Amministrazione
Di seguito è presentata una tabella relativa alle amministrazioni che si sono succedute in questo comune.
| Periodo          | Periodo          | Primo cittadino          | Partito                            | Carica  | Note  |
| ---------------- | ---------------- | ------------------------ | ---------------------------------- | ------- | ----- |
| 25 giugno 1989   | 4 ottobre 1990   | Annunziato Raineri       | Partito Repubblicano Italiano      | Sindaco | [ 9 ] |
| 13 gennaio 1991  | 10 luglio 1991   | Salvatore Sgroi          | Partito Socialista Italiano        | Sindaco | [ 9 ] |
| 13 agosto 1991   | 25 giugno 1992   | Rosario Serio            | Democrazia Cristiana               | Sindaco | [ 9 ] |
| 7 giugno 1993    | 1º dicembre 1997 | Nunziato Rosta           | Partito Democratico della Sinistra | Sindaco | [ 9 ] |
| 1º dicembre 1997 | 28 maggio 2002   | Nunziato Rosta           | lista civica                       | Sindaco | [ 9 ] |
| 28 maggio 2002   | 15 maggio 2007   | Antonio Felice Stagnitta | lista civica                       | Sindaco | [ 9 ] |
| 15 maggio 2007   | 11 giugno 2017   | Rosa Maria Alfia Vecchio | lista civica                       | Sindaca | [ 9 ] |
| 11 giugno 2017   | 15 giugno 2022   | Salvatore Puglisi        | lista civica                       | Sindaco | [ 9 ] |
| 15 giugno 2022   | in carica        | Luca Stagnitta           | lista civica                       | Sindaco | [ 9 ] |

## Infrastrutture e trasporti
Il comune è interessato dalle seguenti direttrici stradali:
- .dell'Etna e delle Madonie
- iv

### Ferrovie
La città di Linguaglossa è munita di una stazione ferroviaria della Ferrovia Circumetnea (che la collega sia a Riposto che a Randazzo).
Linee di trasporto extraurbano (autobus) la collegano a varie località circonvicine, oltre che al capoluogo di provincia (Catania), tranne la domenica.

## Sport
Vi è una squadra di calcio, l'ASD Città di Linguaglossa, che milita attualmente in Prima Categoria.

### Impianti sportivi
Il comune dispone di tre impianti sportivi: la piscina comunale "Mareneve", il palazzetto dello sport e il campo sportivo "Francesco Palazzolo". È presente inoltre un campo polivalente in erba sintetica di calcio a 5 e tennis intitolato a Carmelo Lo Giudice presso il centro sociale-oratorio "Don Vincenzino Di Mauro". Per quanto riguarda il calcio a 5 l'impianto è omologato dalla Federazione Italiana Giuoco Calcio.